# 우간다 국립 모스크

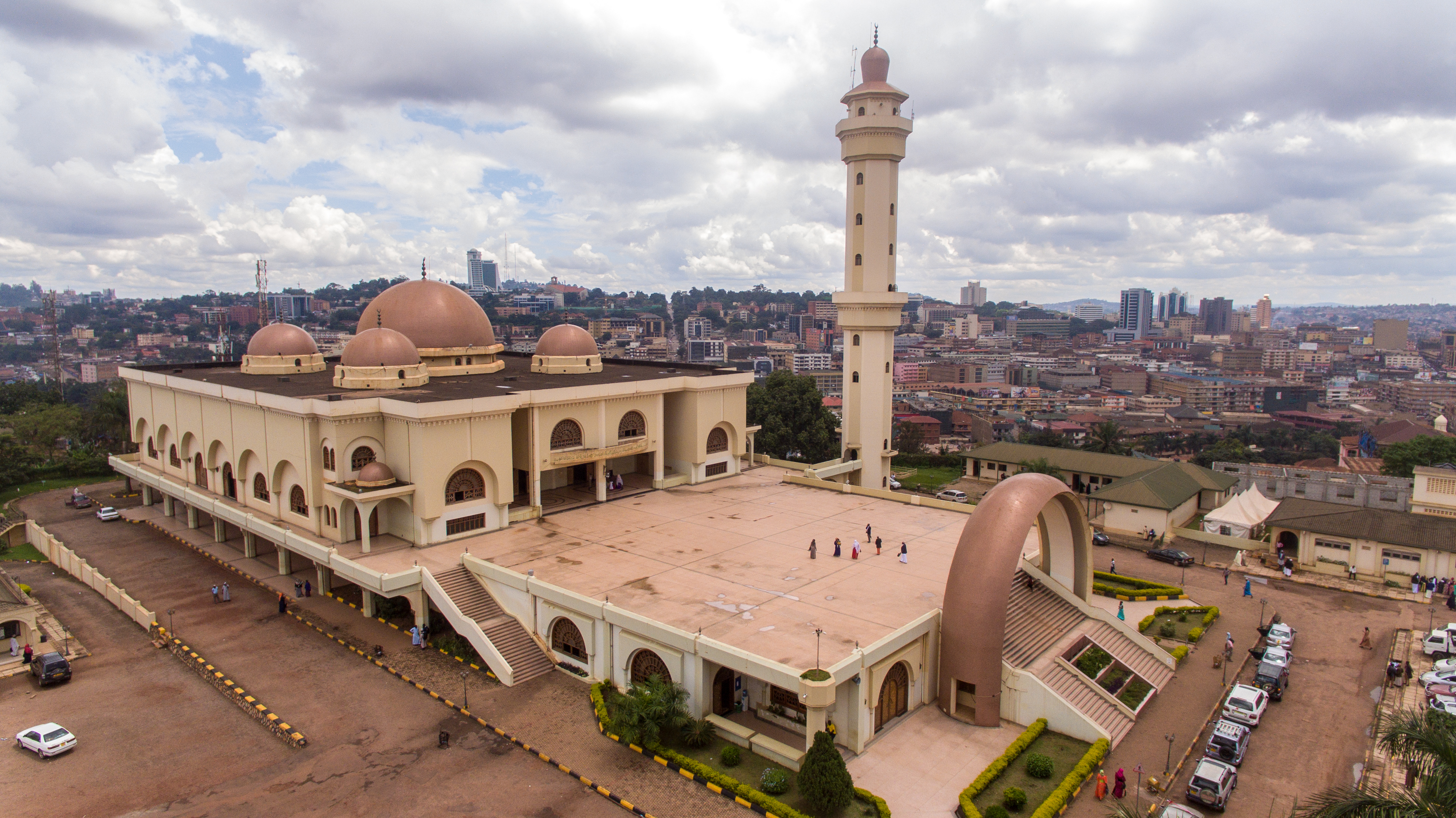
우간다 국립 모스크

우간다 국립 모스크(Uganda National Mosque)는 우간다 캄팔라의 캄팔라 힐에 있는 모스크로 동아프리카 최대 모스크다. 2014년 현재 우간다인 13.7%가 무슬림이다. 2006년 완공된 우간다 국립 모스크는 기도자 15,000명을 수용할 수 있다. 카다피의 도움으로 건설됐다.

## 역사
우간다 국립 모스크 공사는 1972년 이디 아민에 의해 시작했고 원래 올드 캄팔라 국립 모스크로 불렸다. 1976년 정치적 정세가 불안정해졌을 때 공사가 중단됐고 1979년 이디 아민이 축출된 후 모스크 공사 계획이 폐기된 듯 했으나 2001년 카다피가 모스크 완공 의지를 표했다.
완공된 모스크는 2007년 6월 카다피 국립 모스크라는 이름 하에 공식 개관했고 2013년에 현재의 이름으로 바뀌었다.

## 사진
| - 내부 - 전경 - 미나렛 - 돔 |